# Francis Drolet
Francis Drolet (Lachin, 23 gennaio 1990) è un hockeista su ghiaccio canadese, centro del Newcastle N. S..

## Palmarès
- Southern Professional Hockey League: 1

Knoxville Ice Bears: 2014-15
- Coppa di Francia: 1

Amiens: 2019-20
- Coppa Italia: 1

Varese: 2022-23
- FFHG Division 1: 2

Briançon: 2018-19
Brest: 2021-22
- Italian Hockey League: 1

Varese: 2022-2023